# 외서면 (상주시)
외서면(外西面)은 대한민국 경상북도 상주시의 면이다.

## 행정 구역
- 연봉리
- 관동리
- 개곡리
- 이천리
- 봉강리
- 백전리
- 가곡리
- 관현리
- 우산리
- 이촌리
- 대전리
- 예의리

## 역대 면장
- 1대 김재로 (미상 ~ 미상)
- 2대 오성재 (미상 ~ 미상)
- 3대 정동완 (미상 ~ 미상)
- 4대 정유묵 (미상 ~ 미상)
- 5대 정용진 (미상 ~ 1945.8.15)
- 6대 정종은 (1945.8.16 ~ 1948.12.31)
- 7대 오용섭 (1949.1.1 ~ 1949.5.31)
- 8대 김일묵 (1949.6.1 ~ 1949.12.31)
- 9대 정태진 (1950.1.1 ~ 1950.9.8)
- 10대 김홍찬 (1950.9.9 ~ 1960.11.15)
- 11대 오치환 (1960.11.16 ~ 1961.6.20)
- 12대 김영달 (1961.6.21 ~ 1962.9.27)
- 13대 최명도 (1962.9.28 ~ 1964.5.16)
- 14대 조돈희 (1964.5.17 ~ 1968.4.1)
- 15대 손길상 (1968.4.2 ~ 1971.10.9)
- 16대 이석덕 (1971.10.10 ~ 1972.9.6)
- 17대 손장형 (1972.9.7 ~ 1975.5.26)
- 18대 권윤석 (1975.5.27 ~ 1976.11.29)
- 19대 곽용석 (1976.11.30 ~ 1977.2.15)
- 20대 고성문 (1977.2.19 ~ 1980.7.15)
- 21대 이수섭 (1980.7.16 ~ 1982.2.8)
- 22대 고성문 (1982.2.9 ~ 1986.4.12)
- 23대 이수섭 (1086.5.26 ~ 1987.4.3)
- 24대 조용규 (1987.4.4 ~ 1988.7.14)
- 25대 박욱화 (1988.7.15 ~ 1989.6.30)
- 26대 최용민 (1989.7.1 ~ 1991.12.31)
- 27대 조진연 (1992.1.1 ~ 1994.12.31)
- 28대 김창기 (1995.1.1 ~ 1997.12.31)
- 29대 이철우 (1998.1.1 ~ 2000.7.23)
- 30대 이상국 (2000.7.24 ~ 2002.8.4)
- 31대 이재룡 (2002.8.5 ~ 2004.8.29)
- 32대 노철호 (2004.8.30 ~ 2006.12.31)
- 33대 이재룡 (2007.2.28 ~ 2009.3.25)
- 34대 채영준 (2009.3.26 ~ 2010.8.15)
- 35대 장영욱 (2010.8.16 ~ 2011.12.30)
- 36대 채영준 (2012.1.20 ~ 2013.7.18)
- 37대 배종식 (2013.7.19 ~ 2015.1.14)
- 38대 신봉철 (2015.1.15 ~ 2017.12.31)
- 39대 오규섭 (2018.1.1 ~ 2018.12.31)
- 40대 채인기 (2019.1.1 ~ 2019.12.31)
- 41대 주선동 (2020.1.1 ~ 2020.12.31)
- 42대 안영묵 (2021.1.1 ~ 2022.6.30)
- 43대 차영수 (2022.7.1 ~ 2022.12.31)
- 44대 안준태 (2023.1.1 ~ 2023.12.31)
- 45대 정원용 (2024.1.1 ~ 현재)